# Steven Tweed
Steven Tweed (ur. 8 sierpnia 1972 w Edynburgu) – szkocki piłkarz występujący na pozycji obrońcy.

## Kariera piłkarska
Od 1991 do 2011 roku występował w Hibernian, Ionikos, Stoke City, Dundee F.C., Duisburg, Yokohama FC, Livingston, East Fife, Montrose i Broughty Athletic.